# Spalax
Spalax é um género de roedor da família Spalacidae.

## Espécies
- Spalax arenarius Reshetnik, 1939
- Spalax carmeli Nevo, Ivanitskaya e Beiles, 2001
- Spalax ehrenbergi (Nehring, 1898)
- Spalax galili Nevo, Ivanitskaya e Beiles, 2001
- Spalax giganteus Nehring, 1898
- Spalax golani Nevo, Ivanitskaya e Beiles, 2001
- Spalax graecus Nehring, 1898
- Spalax judaei Nevo, Ivanitskaya e Beiles, 2001
- Spalax leucodon (Nordmann, 1840)
- Spalax microphthalmus Güldenstaedt, 1770
- Spalax munzuri (Coşkun, 2004)
- Spalax nehringi (Satunin, 1898)
- Spalax uralensis Tiflov e Usov, 1939
- Spalax zemni Erxleben, 1777
- †Spalax minor
- †Spalax odessanus (Topacevski, 1969)
- †Spalax podolicus
- †Spalax sotorisi de Bruijn, Dawson e Mein, 1970